# Tuberculostearinsäure
Tuberculostearinsäure ist eine natürlich vorkommende organische Verbindung aus der Gruppe der Fettsäuren. Konkret handelt es sich um eine verzweigtkettige Fettsäure.

## Vorkommen und Biosynthese
Tuberculostearinsäure kommt natürlich in den Membranlipiden von Mycobakterien wie Mycobacterium smegmatis vor. Die Fettsäure wird durch Methylierung von Ölsäure mit S-Adenosylmethionin gebildet, katalysiert durch eine Methyltransferase.

## Synthese
Tuberculostearinsäure kann ausgehend von 2-Decanol und Azelainsäuremonoethylester (aus Azelainsäure und Azelainsäurediethylester) hergestellt werden. Der Monoester wird durch Reaktion mit Thionylchlorid in das Carbonsäurechlorid überführt. 2-Decanol kann ausgehend von Octylmagnesiumbromid und Acetaldehyd gewonnen werden und wird dann in 2-Bromdecan überführt. Dieses wird zunächst mit Magnesium zu einer Grignard-Verbindung und dann mit Zinkchlorid zu einer Organozinkverbindung umgesetzt. Diese wird mit dem vorher hergestellten Säurechlorid umgesetzt um einen C18-Carbonsäureester zu erhalten, der die Methylgruppe in Position 10 sowie eine zusätzliche Ketogruppe aufweist. Clemmensen-Reduktion und Esterverseifung mit Natronlauge ergibt die Tubeculostearinsäure.

## Medizinische Bedeutung
Die Untersuchung von Sputum auf Tuberculostearinsäure mittels Gaschromatographie-Massenspektrometrie eignet sich grundsätzlich zur Diagnose von Tuberculose, liefert im Gegensatz zu anderen Methoden aber weniger sichere Ergebnisse.